# Eudonia japanalpina
Eudonia japanalpina là một loài bướm đêm trong họ Crambidae.